# Ново село (община Чашка)
Вижте пояснителната страница за други значения на Ново село.
Ново село (на македонска литературна норма: Ново Село) е село в Северна Македония, част от община Чашка.

## География
Селото е разположено в областта Азот, на 30 километра югозападно от град Велес.

## История
Църквата „Свети Георги“ е възрожденска.
В „Етнография на вилаетите Адрианопол, Монастир и Салоника“, издадена в Константинопол в 1878 година и отразяваща статистиката на населението от 1873 година, Ново село Запад (Novo-Selo-Ouest, за да се отличава от другото велешко Ново село (днес на територията на община Велес), отбелязано като Ново село изток) е посочено като село с 15 домакинства със 73 жители българи.
Според статистиката на Васил Кънчов („Македония. Етнография и статистика“) в края на XIX век Ново Село (Хасъ Ени Кьой) има 125 жители, всички българи християни.
В началото на XX век цялото село е под върховенството на Българската екзархия. По данни на секретаря на екзархията Димитър Мишев („La Macédoine et sa Population Chrétienne“) в 1905 година в Ново село има 128 или 200 българи екзархисти (едните данни са за Ново село, но не е ясно кои).
При избухването на Балканската война в 1912 година 4 души от Ново село са доброволци в Македоно-одринското опълчение.
След Междусъюзническата война в 1913 година селото остава в Сърбия.
На етническата си карта от 1927 година Леонард Шулце Йена показва Хас Еникьой (Has Jenoköj) като българско християнско село.

## Личности
Родени в Ново село
- Пано Петрушов, български революционер от ВМОРО, четник на Димитър Ничев[7]